# Тополя
Тополя (Populus) — рід деревних листопадних рослин родини вербових (Salicaceae), заввишки 18–45 м і більше. Розрізняють 60 видів тополь, які поширені у Євразії, Африці й Північній Америці. У природній флорі України — три види: тополя біла, осокір, осика; ще кілька видів вирощується.

## Загальний опис
Швидкорослі світлолюбні дерева, деякі живуть по 120–150 років. Відомо близько 60 видів, в Україні — 11. Тополю широко використовують в озелененні міст та в полезахисних лісонасадженнях, деякі вирощують як декоративні. Деревина м'яка, легка, біла, її використовують у паперовому, сірниковому та фанерному виробництвах, у будівництві, для виготовлення штучного шовку.

## Види
- Populus acuminata
- Populus adenopoda
- Populus afghanica
- Populus alaschanica
- Тополя біла (Populus alba L.)
- Populus ambigua
- Populus amurensis
- Populus angustifolia
- Populus baileyana
- Тополя бальзамічна (Populus balsamifera L.)
- Populus beijingensis
- Populus berolinensis
- Populus brayshawii
- Populus canadensis
- Populus canescens
- Populus caspica
- Populus cataracti
- Populus cathayana
- Populus charbinensis
- Populus ciliata
- Populus davidiana
- Тополя дельтолиста або канадська (Populus deltoides Marsch.)
- Populus euphratica
- Populus fredroviensis
- Populus fremontii
- Populus gamblei
- Populus gansuensis
- Populus girinensis
- Populus glandulosa
- Populus glauca
- Populus glaucicomans
- Populus gracilis
- Populus grandidentata
- Populus guzmanantlensis
- Populus haoana
- Populus heimburgeri
- Populus heterophylla
- Populus hinckleyana
- Populus hopeiensis
- Populus hsinganica
- Populus hyrcana
- Populus ilicifolia
- Populus inopina
- Populus intercurrens
- Populus intramongolica
- Populus irtyschensis
- Populus jackii
- Populus jacquemontiana
- Populus jezoensis
- Populus kangdingensis
- Populus kashmirica
- Populus keerqinensis
- Populus koreana
- Populus krauseana
- Populus lancifolia
- Populus lasiocarpa
- Populus laurifolia
- Populus mainlingensis
- Populus manshurica
- Populus maximowiczii
- Populus mexicana
- Populus minhoensis
- Populus moscoviensis
- Populus nakaii
- Тополя чорна або осокір (Populus nigra L.)
- Populus ningshanica
- Populus pamirica
- Populus parryi
- Populus petrowskiana
- Populus pilosa
- Populus platyphylla
- Populus pruinosa
- Populus przewalskii
- Populus pseudoglauca
- Populus pseudomaximowiczii
- Populus pseudosimonii
- Populus pseudotomentosa
- Тополя пірамідальна (Populus pyramidalis Moenoh)
- Populus purdomii
- Populus qamdoensis
- Populus qiongdaoensis
- Populus rasumowskiana
- Populus rogalinensis
- Populus rotundifolia
- Populus rouleauana
- Populus schischkinii
- Populus schneideri
- Populus shanxiensis
- Populus sieboldii
- Populus simaroa
- Populus simonii
- Populus smithii
- Populus steiniana
- Populus suaveolens
- Populus szechuanica
- Populus talassica
- Populus tianschanica
- Populus tomentosa
- Тополя тремтяча або осика (Populus tremula L.)
- Populus tremuloides
- Populus trinervis
- Populus tristis
- Populus ussuriensis
- Populus wenxianica
- Populus wettsteinii
- Populus villosa
- Populus wilsonii
- Populus violascens
- Populus wuana
- Populus wulianensis
- Populus xiangchengensis
- Populus xiaohei
- Populus xiaozhuanica
- Populus yatungensis
- Populus yuana
- Populus yunnanensis

## Тополя як символ
Тополя — один з український народних символів. Оспівана в ряді художніх творів, народних казках та бувальщинах. Зокрема — в творах Т. Г. Шевченка. У народних піснях є символом дівчини, часто дівчини-сироти.

## У культурі Давньої Греції
Давні греки вважали, що тополя добре впливає на самопочуття людини, на її настрій. Вони обсаджували тополями місця, де відбувалися багатолюдні народні збори, а також саджали це дерево поблизу житла. Ось чому Карл Лінней назвав ці рослини латинським словом «популюс», що означає «народна».